# Pherbellia austera
Pherbellia austera är en tvåvingeart som först beskrevs av Johann Wilhelm Meigen 1830.  Pherbellia austera ingår i släktet Pherbellia och familjen kärrflugor. Inga underarter finns listade i Catalogue of Life.